# Harpacticus longiantennata
Harpacticus longiantennata is een eenoogkreeftjessoort uit de familie van de Harpacticidae. De wetenschappelijke naam van de soort is voor het eerst geldig gepubliceerd in 1980 door Apostolov & Petkovski.